# Baixo Parnaiba Maranhense (tiểu vùng)
Baixo Parnaiba Maranhense là một tiểu vùng thuộc bang Maranhão, Brasil. Tiều vùng này có diện tích 6873 km², dân số năm 2007 là 108436 người.